# Вајт (Џорџија)
Вајт (енгл. White) град је у америчкој савезној држави Џорџија. По попису становништва из 2010. у њему је живело 670 становника.

## Демографија
Према попису становништва из 2010. у граду је живело 670 становника, што је 23 (3,3%) становника мање него 2000. године.
| Група             | 2000.       | 2010.       |
| Белци             | 647 (93,4%) | 561 (83,7%) |
| Афроамериканци    | 20 (2,9%)   | 23 (3,4%)   |
| Азијати           | 1 (0,1%)    | 0 (0,0%)    |
| Хиспаноамериканци | 18 (2,6%)   | 74 (11,0%)  |
| Укупно            | 693         | 670         |